# Radialiskanal
Der Radialiskanal (Canalis nervi radialis) ist eine Gefäß-Nerven-Straße am Oberarm. Er liegt unmittelbar am Oberarmknochen und wird von diesem sowie dem Caput laterale und Caput mediale des Musculus triceps brachii begrenzt. Im Radialiskanal verlaufen der Nervus radialis und die Arteria profunda brachii. Beide durchbohren zwischen Musculus brachialis und Musculus brachioradialis die Oberarmfaszie und verlassen damit den Radialiskanal.
Im Bereich des Radialiskanal kommt es bei Oberarmschaftbrüchen zu Schädigungen des Nervus radialis und damit zu einer distalen Radialislähmung.